# Sankt Peters kyrka, Stockholm
Sankt Peters kyrka eller Peterskyrkan är en frikyrka på Norrmalm i Stockholms innerstad, byggd för metodisterna efter arkitekten Erik Lallerstedts ritningar i korsningen Upplandsgatan och Kammakargatan åren 1900–1901. Efter samfundshopslagningen 2011 tillhör församlingen Equmeniakyrkan. 
Den i kvarteret integrerade byggnaden vilar på en våning av huggen kalksten. Stilen kan beskrivas som jugend med drag av nygotik och i likhet med S:t Matteus kyrka, även den av Lallerstedt, reser sig det vitputsade tornet sidställt över entrén. Hörnpelaren pryds av en skulpturgrupp i huggen sandsten föreställande en kristusfigur omgiven av tre personer som söker hjälp och stöd med namnet Kristus Tröstaren. Mot Kammakargatan vetter ett rosettfönster.
Ursprungligen satt predikstolen i ett av kyrksalens hörn, men det flyttades senare till en position bakom/ovanför altaret. Troligen skedde detta ungefär samtidigt som altarmålningen, utförd 1925 av Olle Hjortzberg, skapades. 

## Orgel
Orgeln tillverkades av den sydtyska orgelfirman Walcker Orgelbau, vilket var firmans opus 1197 och första bygge i Sverige. Orgeln invigdes den 25 mars 1905 och har totalt 1072 pipor.
Fram till 1962 var instrumentet orört då Olof Rydén omdisponerade instrumentet.
Under 2018 återställdes instrumentet till originalskick av den lettiska firman Ugales Ergelbuves Darbnica som har tidigare erfarenhet av arbeten med Walcker-orglar.

Disposition (ursprunglig och nuvarande):
| Huvudverk (I)    | Svällverk (II)       | Pedal              |
| ---------------- | -------------------- | ------------------ |
| Principal 16'    | Lieblich Gedeckt 16' | Principal-Bass 16' |
| Principal 8'     | Gemshorn 8'          | Subbass 16'        |
| Concert-Flöte 8' | Lieblich Gedeckt 8'  | Violoncello 8'     |
| Gamba 8'         | Viola d'amour 8'     | Basson 16'         |
| Salicional 8'    | Voix celeste 8'      |                    |
| Octav 4'         | Travers-Flöte 4'     |                    |
| Cornett 3-5 fach | Flautino 2'          |                    |
| Trompete 8'      | Oboe 8'              |                    |

## Galleri

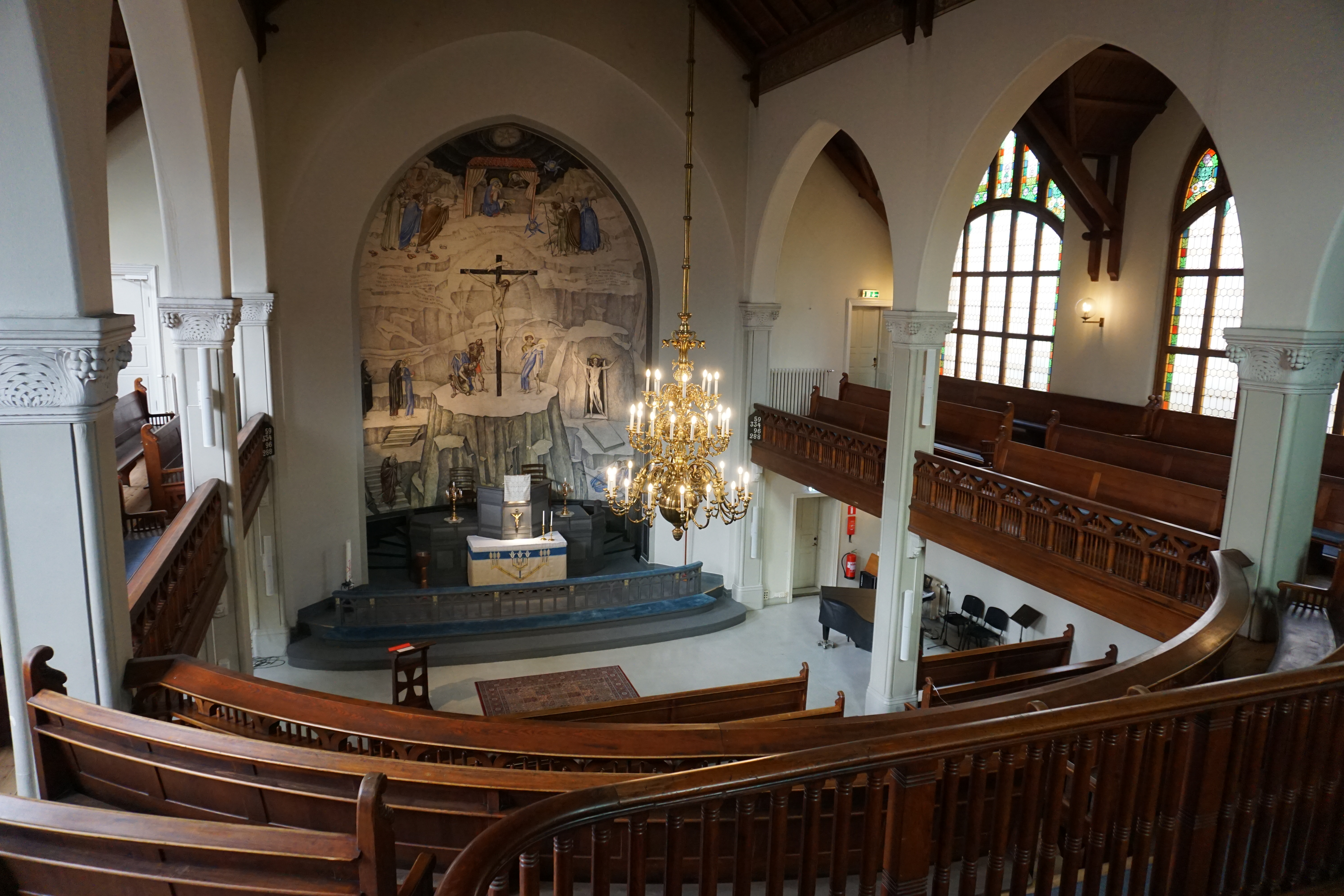
Huvudskeppet norrut från läktaren.
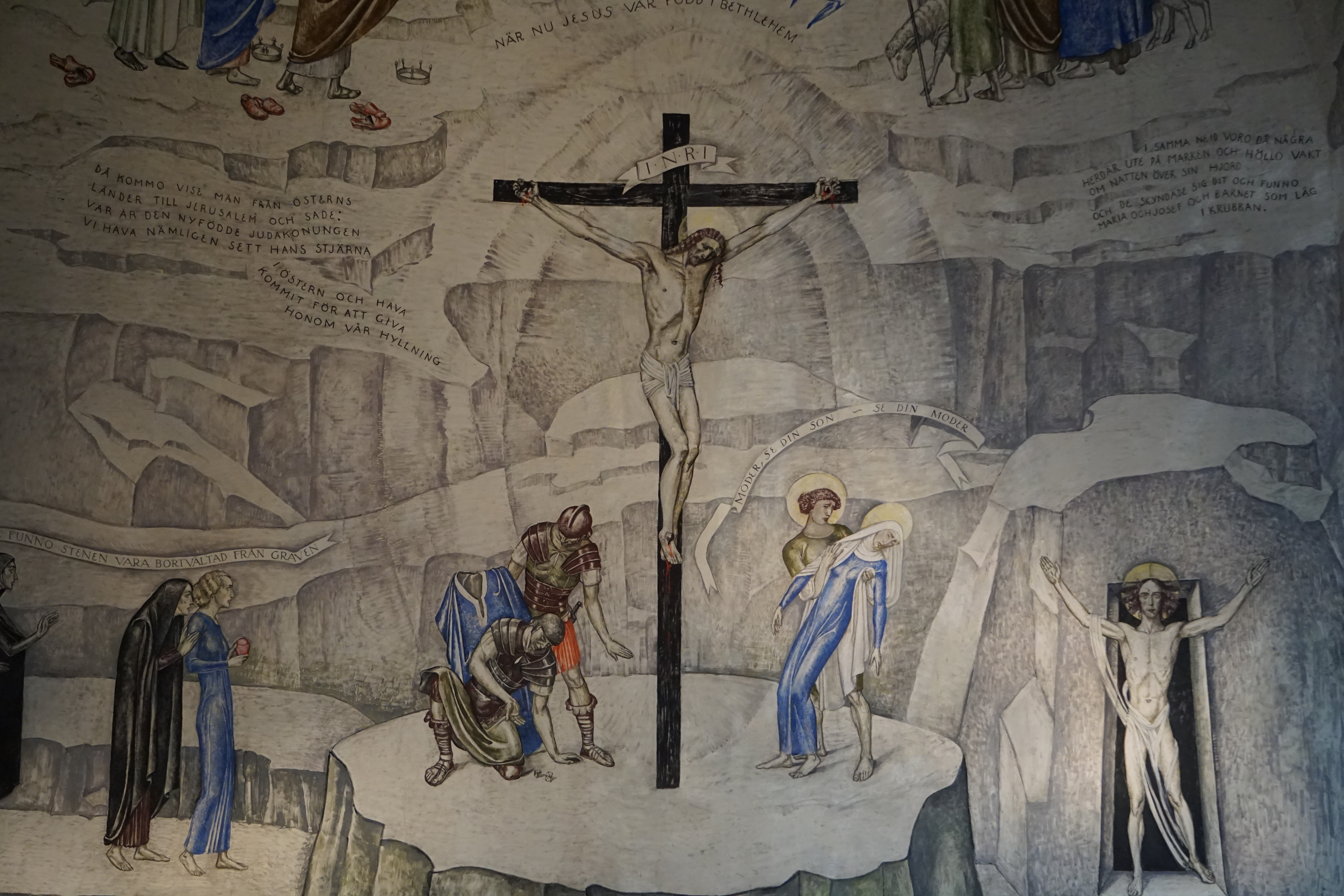
Detalj från altartavlan.
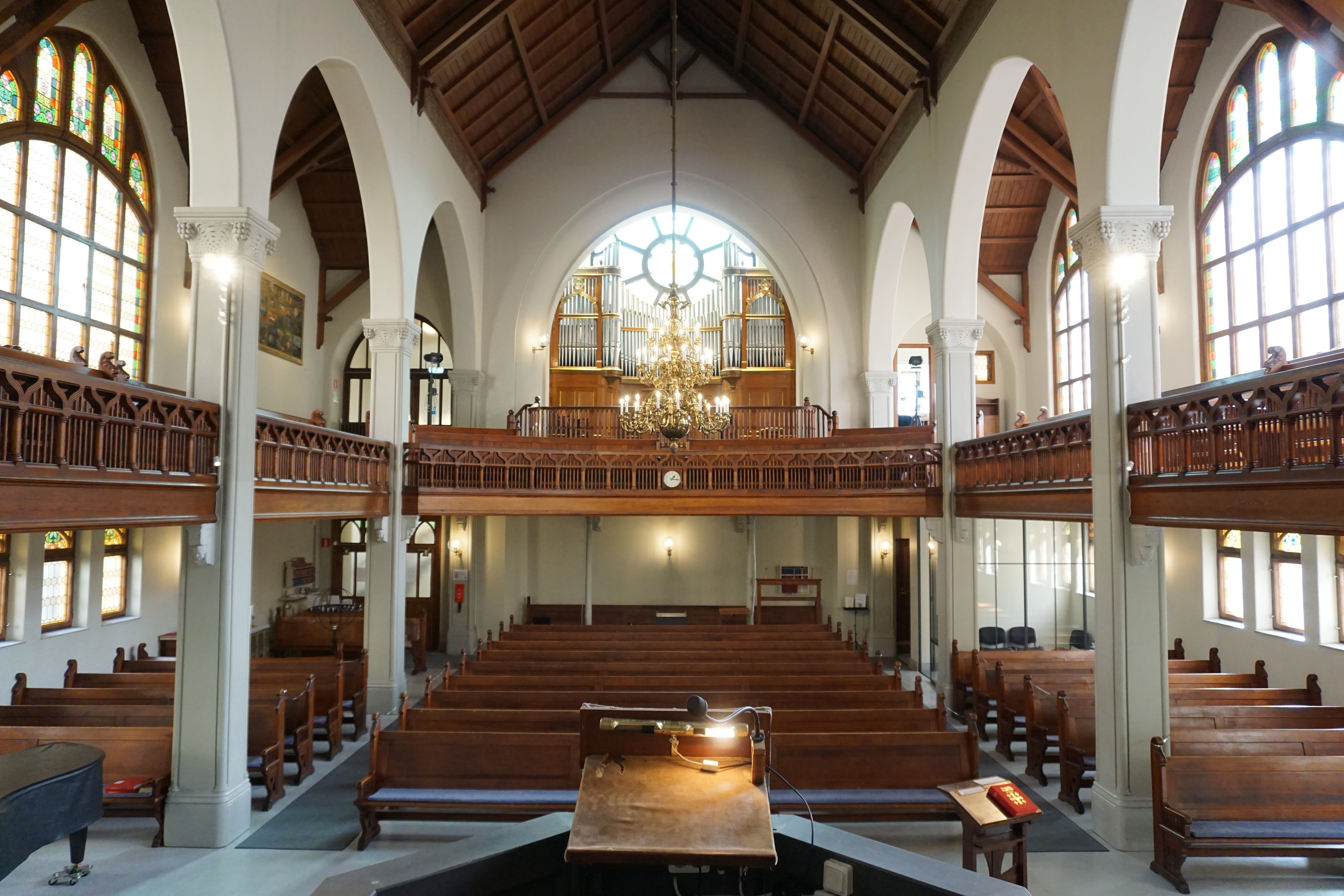
Huvudskeppet från altaret.
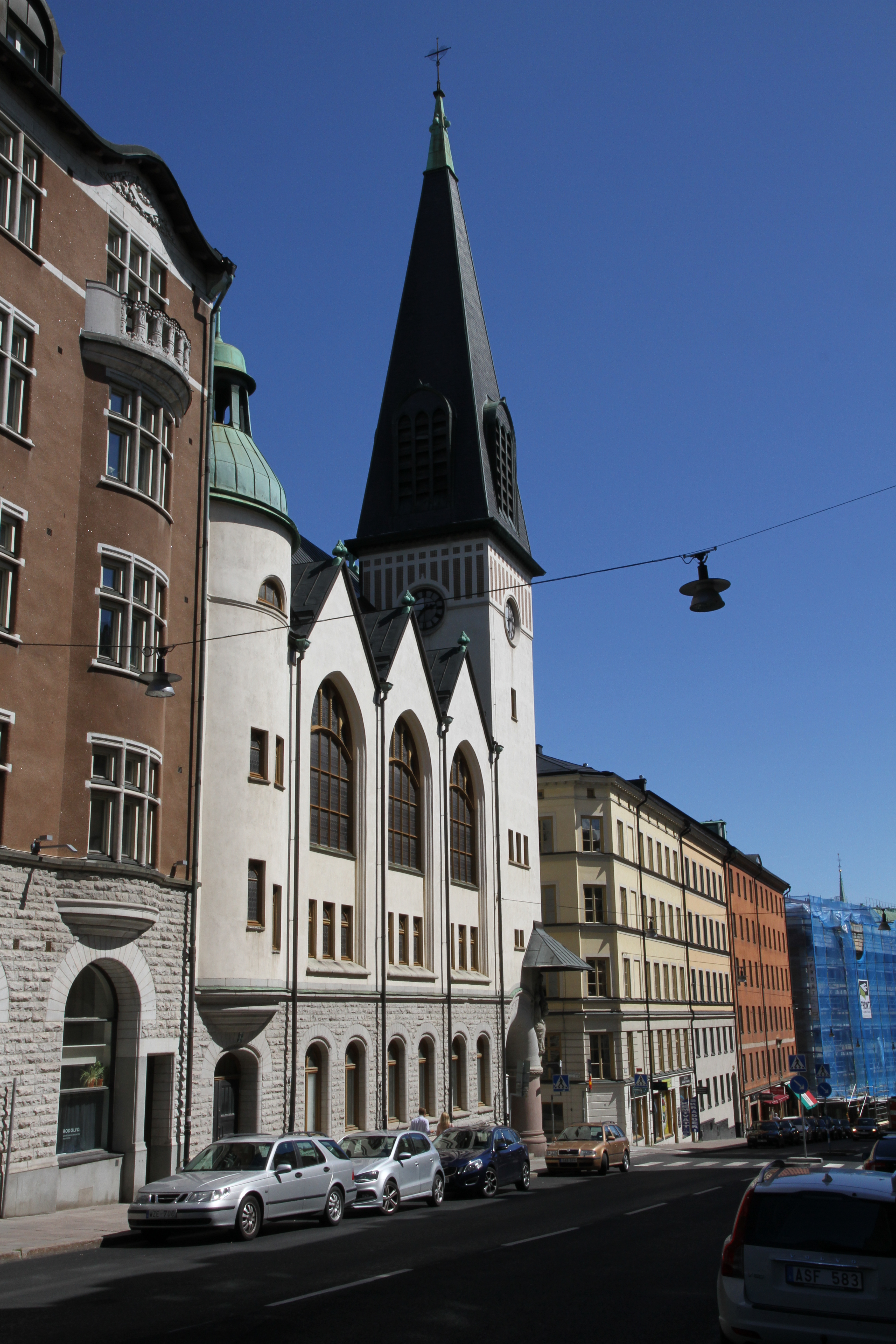
Sankt Peters kyrka, Upplandsgatan söderut.